# Alameda megye
Alameda megye az Amerikai Egyesült Államok Kalifornia államában a San Francisco Bay Area keleti részén fekszik.
Alameda megye lakosainak száma 2010-ben 1 510 271 volt. Alameda Kalifornia állam hetedik legnépesebb megyéje. A terület központja Oakland, az itt található további nagyobb városok Fremont, Berkeley és Hayward. Alameda megye Contra Costa, San Mateo, San Joaquin, Stanislaus és Santa Clara megyékkel határos.

## Történet
Alameda megye két másik megyéből alakult ki 1853-ban, kisebb részben Santa Clara megyéből, nagyobb részt Contra Costa megyéből.
Az ‘alameda’ spanyol szó, melynek jelentése: ‘fasor’. A korai felfedezőket az itteni folyó partján sorakozó fűzfák és platánfák egy fasorral szegélyezett útra emlékeztették és ebből ered az ’alameda’ elnevezés. Eredetileg több helység is volt megyeszékhely, míg végül Oakland lett az 1873-tól.
A városok kialakulásában nagy szerepet játszott a San Franciscó-i tömegközlekedés terjedése a külvárosok felé a 19. és 20. században. Az indián földterületekből előbb spanyol, majd mexikói ranchok, aztán farmok és gyümölcsösök, később városközpontok és peremvárosok lettek – hasonló folyamat játszódott le a szomszédos Contra Costa megyében is.

## Földrajz
A megye területe 2 126,8 km² volt, ennek 10,18%-a vízfelület.
A megye nyugati határa a San Franciscó-i öböl. Északnyugati határa a Berkeley Hills.
A Szent András-törésvonal egyik fő ága, a Hayward-törésvonal, a legnépesebb részeken fut keresztül, míg a Calaveras-törésvonal a délkeleti részen fut.
A megye nagyobb városai:
- Alameda,
- Albany,
- Berkeley
- Dublin
- Emeryville
- Fremont
- Hayward
- Livermore
- Newark
- Oakland
- Piedmont
- Pleasanton
- San Leandro
- Union City

## Parkok, vadrezervátumok
A megyében több mint 350 park található.
A nagyobb parkok:
- Don Edwards San Francisco Bay National Wildlife Refuge
- East Bay Regional Park District
- Tilden Regional Park
- Redwood Regional Park
- Anthony Chabot Regional Park
- Eastshore State Park
- Hayward Area Recreation and Park District

## Repülőterek
- Oakland International Airport
- Hayward Executive Airport
- Livermore Municipal Airport.

## Oktatás
A megyében mintegy 10 000 tanár körülbelül 225 000 diákot tanít.
Itt található a University of California, Berkeley, mely a University of California rendszer része. A ‘Berkeley’ egyben a világ egyik legjelentősebb kutatóközpontja is. Számos élenjáró kutatási eredmény itt született meg.
Ezenkivül még 12 felsőfokú intézmény található Alameda megyében.

## Népesség
A megye népességének változása:
| Lakosok száma | 130 197 | 246 131 | 1 513 527 | 1 531 324 | 1 553 960 | 1 578 891 | 1 638 215 | 1 660 202 | 1 669 301 | 1 682 353 |
|               | 1900    | 1910    | 2010      | 2011      | 2012      | 2013      | 2015      | 2018      | 2019      | 2020      |

## Fordítás
- Ez a szócikk részben vagy egészben  az   Alameda County, California című angol Wikipédia-szócikk ezen változatának fordításán alapul.  Az eredeti cikk szerkesztőit annak laptörténete sorolja fel. Ez a jelzés csupán a megfogalmazás eredetét és a szerzői jogokat jelzi, nem szolgál a cikkben szereplő információk forrásmegjelöléseként.

## Képgaléria

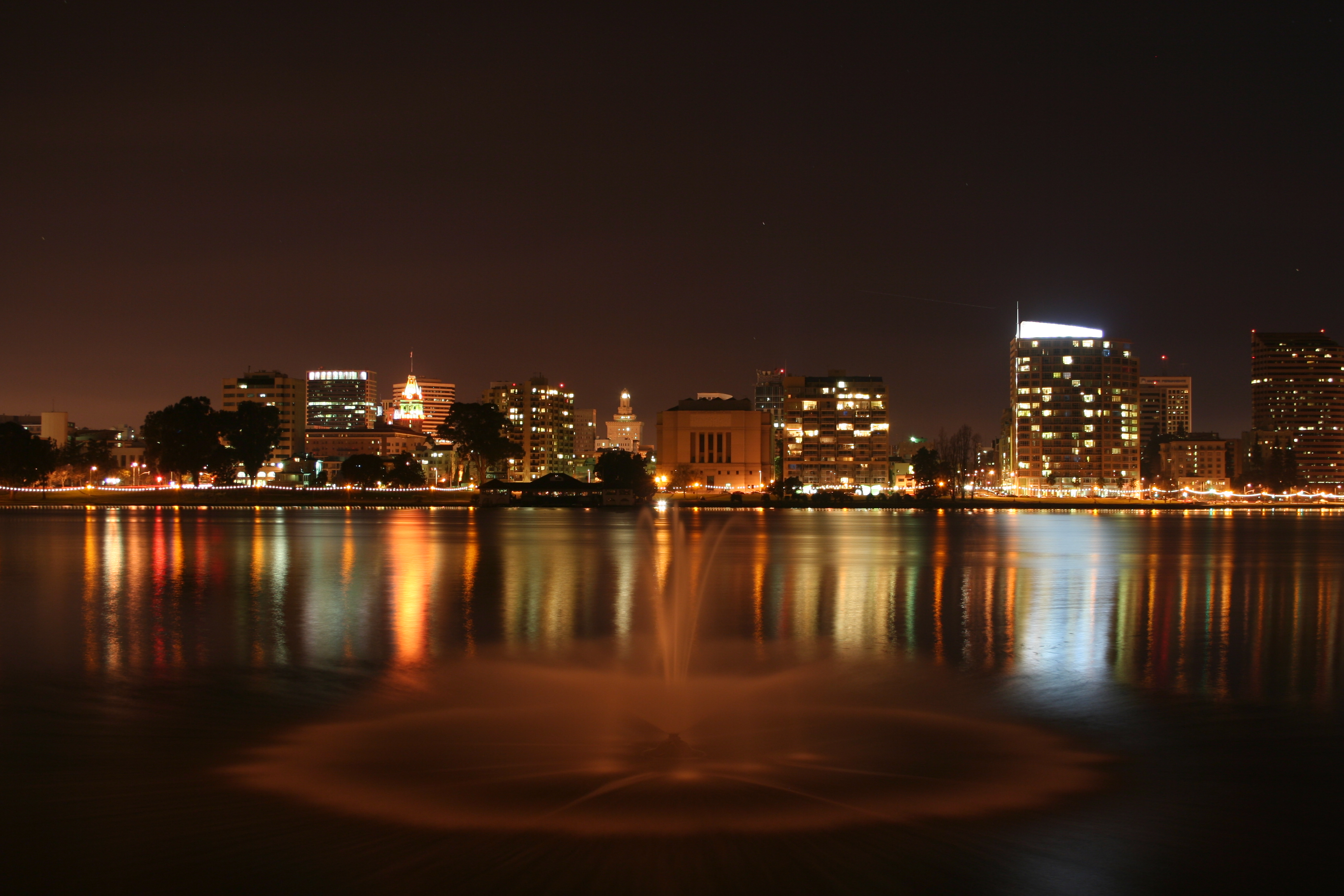
Oakland este
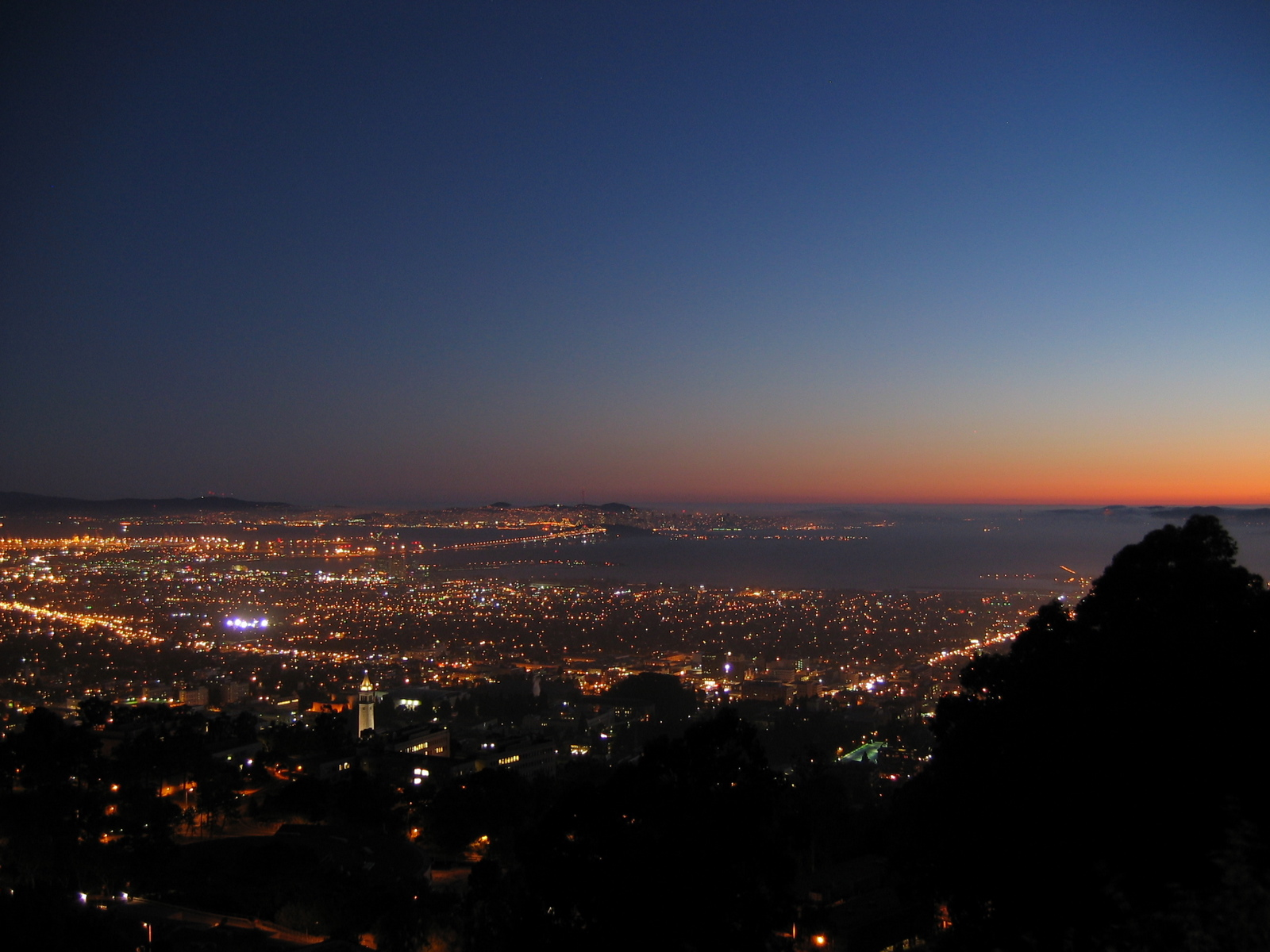
Berkeley este
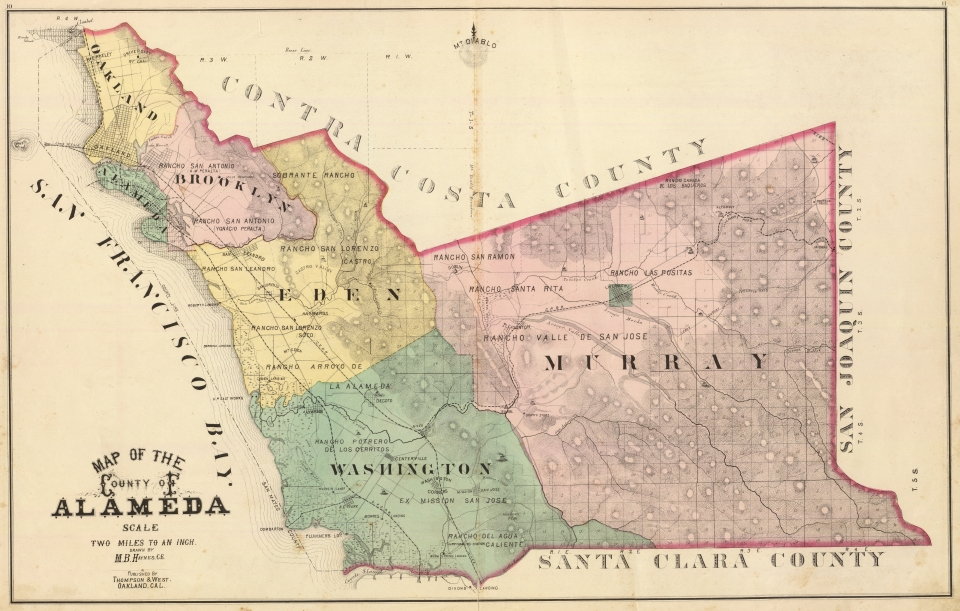
Alameda 1878-ban
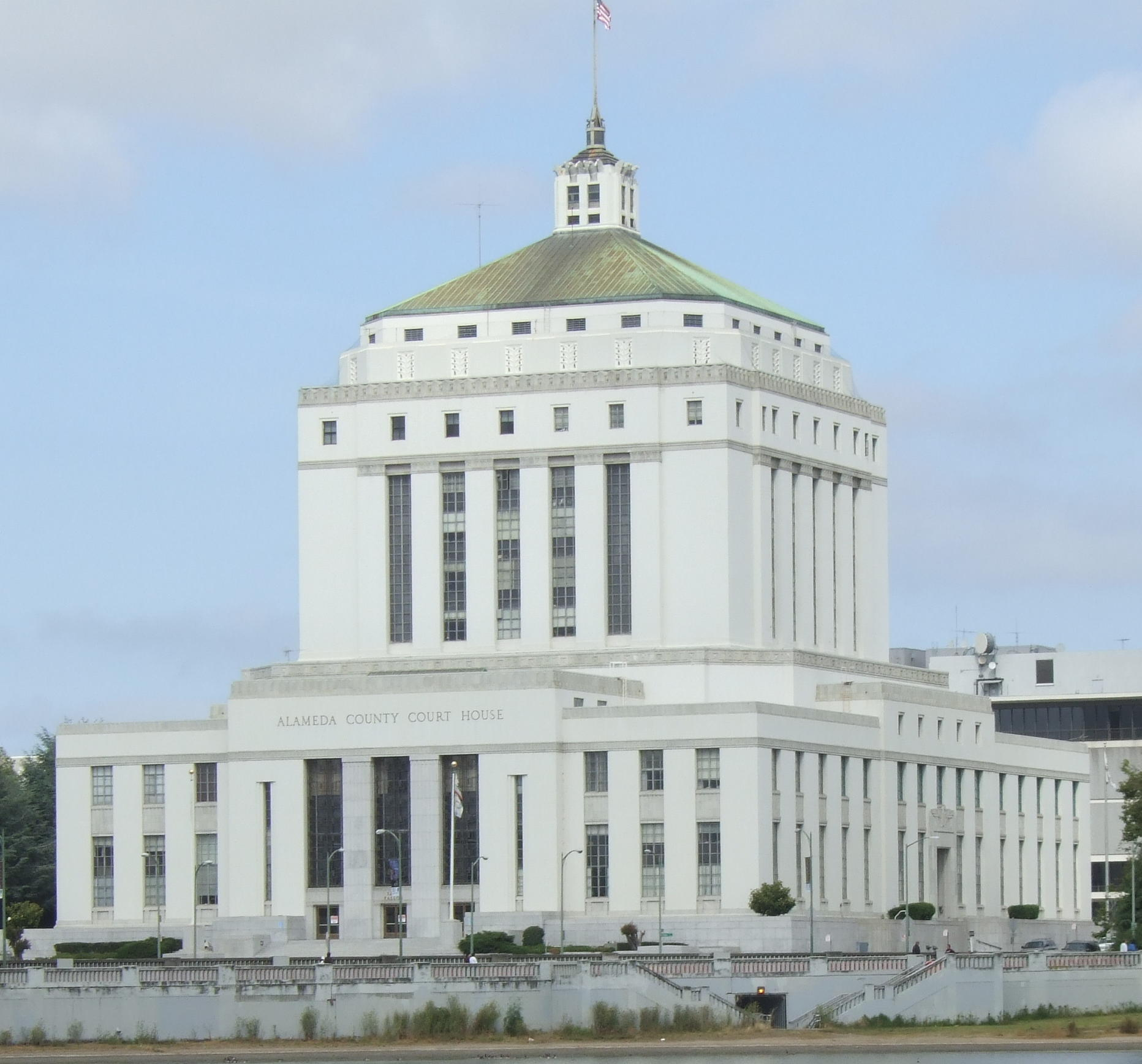
Az oaklandi bíróság épülete